# Sami Touati
 (janvier 2018).
Si vous disposez d'ouvrages ou d'articles de référence ou si vous connaissez des sites web de qualité traitant du thème abordé ici, merci de compléter l'article en donnant les références utiles à sa vérifiabilité et en les liant à la section « Notes et références ».
Sami Touati (arabe : سامي التواتي), né le 29 août 1965, est un joueur de football tunisien ayant évolué au sein du Club africain.

## Palmarès
- Coupe des clubs champions africains (1)
  - Vainqueur : 1991
- Coupe d'Afrique des vainqueurs de coupe (1)
  - Finaliste : 1990
- Coupe afro-asiatique des clubs (1)
  - Vainqueur : 1992
- Coupe arabe des vainqueurs de coupe (1)
  - Vainqueur : 1995
- Championnat de Tunisie (3)
  - Champion : 1990, 1992, 1996
- Coupe de Tunisie (3)
  - Vainqueur : 1992, 1998, 2000
  - Finaliste : 1989